# Los Gallardos
Los Gallardos è un comune spagnolo  situato nella comunità autonoma dell'Andalusia.